# András Keresztúri
András Keresztúri (ur. 2 listopada 1967 w Ceglédzie) – węgierski piłkarz pełniący funkcję trenera w FC Dabas.
W marcu 2013 wszedł na boisko w 77. minucie meczu FC Dabas – Üllő SE.

## Literatura dodatkowa
- Péter Kozák: Ki kicsoda a magyar sportéletben?. Szekszárd: Babits, 1995, s. 99, seria: Századvég magyarsága; Révai új nagylexikona segédkönyvei. ISBN 963-7806-83-0. OCLC 32895732. (węg.).
- Futballévkönyv 2003, Budapeszt: Aréna 2000, 2004, s. 104–109, ISSN 1585-2172, OCLC 62392003 (węg.).